# Wahlstorf (Gehlsbach)
Wahlstorf – dzielnica gminy Gehlsbach w Niemczech, w urzędzie Eldenburg Lübz w powiecie Ludwigslust-Parchim, w kraju związkowym Meklemburgia-Pomorze Przednie.
Do 31 grudnia 2013 samodzielna gmina.